# 小久保淳平のオールナイトニッポンR
『小久保淳平のオールナイトニッポンR』は、2002年4月1日から2003年9月22日まで、ニッポン放送をキーステーションに全国9局ネットで放送された深夜放送「オールナイトニッポンR」の月曜日に放送していた番組。パーソナリティーは、シンガーソングライターの小久保淳平。番組開始当初は、正式タイトルが『小久保淳平のallnightnippon-r』だった。

## コーナー
- レコメンドミュージック[1]

## スタッフ
- ディレクター：福田[1]